# 忍刀

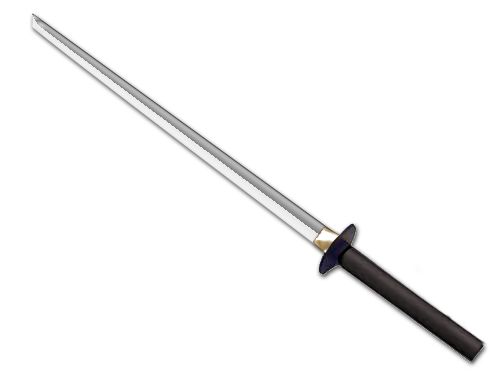
忍刀

忍刀（しのびがたな・にんとう）は、忍者が使用したとされる刀であり、忍者刀（にんじゃとう）ともいう。実際に忍者がこの刀を使っていたかどうか、疑わしいとする考察がある（後述）。

## 形状
現在「忍刀（忍者刀）」として伝えられているものは、普通の打刀と脇差の中間の長さ、長脇差と分類されるサイズのものが大半である。日本刀独自の反りは少なく、「直刀」に分類される刀身形状である。
鍔は大き目で角張っており、下緒は普通の刀のものより長く、鞘は光を反射して目立たないように艶消しに仕上げられ、先端の鐺（こじり）は金属製で鋭角に仕上げられている。

## 用法
忍刀の鍔は大き目で角張っており、ここに足をかけて踏み台代わりにも使用された。刀には普通鞘に下げ緒という紐がついているが、忍刀のそれは普通の刀のものより長く、刀を1mほどの踏み台代わりに使った後、回収するのに利用できた。鞘は黒塗りだが反射して目立たないように艶消しされ、先端の鐺（こじり）は地面に突き立てやすくしたり、武器として使用するために金属製で鋭角に仕上げられていた。また、これを取り外すことができるものもあり、ここに薬などを収納したり、また筒状になった鞘をシュノーケルのように使って水中に隠れるときに使ったともいう。しかし物理的にみて、鞘はシュノーケル代わりに使うには長すぎて、よほどの肺活量をもつ者でなければ呼吸が難しくなるため、現在ではその方法は実際には用いられなかったのではないかと考えられている（分解できた可能性はあるが現存しない）。
忍刀を用いての戦い方に、「座探りの術」といわれる技術がある。暗闇の中で戦う時、鞘を刀の先に引っかけて相手の位置を探るのである。先に引っかけるので当然長さは2倍になる。この時、下げ緒の端を口にくわえる。鞘の先が相手に当たって外れたとき、または鞘を相手が切り払ったところで直進して刺す。鞘は吹き飛ぶが、下げ緒を口にくわえてあるので暗くても回収できる。
もっとも、忍者は直接戦闘することを極力避けた。侍が用いる普通の刀に比べ忍刀は短く、反りが少ないために切断力が劣る。極端に狭い場所を除き、技量が拮抗していれば明らかに不利である。

## 忍刀の携行方法

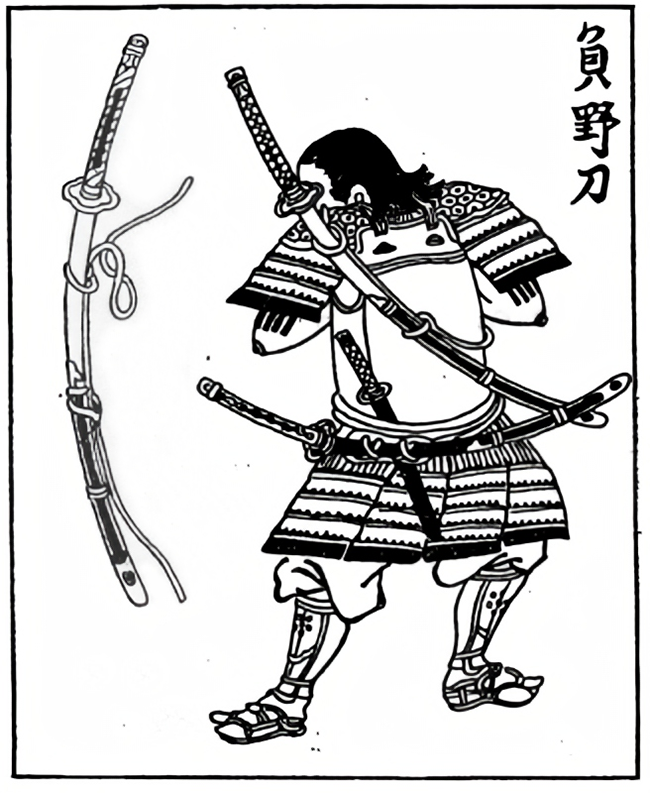
野太刀の背負い方を示した図
(江戸時代に描かれたもの)

フィクションでは忍者は忍刀を右肩から左腰にかけているが、このような方法で忍刀を携行すると長さにより抜けない。よって大太刀の携行方法と同様に、刃を上に向けて左肩から右腰に背負う場合が多い。抜き方も大太刀と同様であり、右利きの場合は左手で鞘の鯉口近くを掴み、刃を上に、鯉口を相手の正面側に向け、右手で柄を持って鯉口を切り、右手を前に伸ばしながら抜く。忍刀の使い手によっては忍刀を抜きながら右手だけで左袈裟斬りをする場合もある。

## 実在についての考察
「忍刀（忍者刀）」と呼ばれる刀剣は実在してはいる。しかし
- 庶民に紛れ人目を忍んで任務に当たる者がそのような特殊な造りの刀を携行すれば無意味に人目について目立ってしまうこと
- 前述のように鍔を踏み台にするといくら身軽でも構造的に柄や鞘が破損する。
- 『忍秘伝』や『万川集海』といった忍術書には忍刀の記載がなく「折れにくいよう重ね厚く幅広い脇差および錐刀を用いる」という内容が剣術の項にあること（江戸時代以降は、武士階級以外の庶民でも役所に届出がありさえすれば、旅の護身用や仇討ち認可などの理由により大脇差までの携行が許された）
- 伊賀流・甲賀流といった一部を除き、他のほとんどの忍術流派がこのような特殊な刀を剣術の際には用いず、脇差および打刀を使用すること
- 現存している物の多くは明治時代以降に観光施設の展示用として製作された物と言われていること

から、現実に忍がこの形状の刀を装備していたのかについては疑問とする説もある。また、同時期に脇差鉄砲や十手鉄砲など蒐集家向けに実用に耐えないネタ武器・秘密兵器が生産されている(一方実用性もある仕込み刀もほぼ同時期に多く生産されている)。
「忍刀（忍者刀）」の実在については、実際に製作はされていたが徳川幕府に対する反乱のシンボルとして団結のために持っていたという説、山田風太郎の小説『忍法帖シリーズ』で誇張されて登場したものが定着したという説など、諸説が存在する。
現在でも実在についての真偽は確定していないが、映像作品などに登場する「忍者」は大概がこの「忍刀」を携行するものとして描かれ、観賞用として作られた模擬刀が観光地の土産物や演劇やコスプレ用の小道具として、またコレクション用のレプリカ品として販売されている。
国によっては忍刀の所持や販売が禁止されている場合もあり、一例として、イギリスでは2022年に忍刀による殺人事件が発生したことを受けて、2025年8月から同国での所持や販売（製造及び輸入を含む）が禁止される。